# كي نوموتو
كي نوموتو (باليابانية: 野本圭؛ بالكانا: のもと けい) هو لاعب كرة قاعدة ياباني، ولد في 7 يوليو 1984 في Minami-ku, Okayama ‏ في اليابان.

## وصلات خارجية
- كي نوموتو على موقع الدوري الياباني لكرة القاعدة (الإنجليزية)
- كي نوموتو على موقعبيزبول رفرنس.كوم (الدوري الثانوي) (الإنجليزية)